# تيمو نيمينن
تيمو نيمينن (بالفنلندية: Timo Nieminen)‏ هو لاعب كرة مضرب فنلندي، ولد في 6 أكتوبر 1981 في هلسنكي في فنلندا.

## وصلات خارجية
- تيمو نيمينن على موقع رابطة محترفي التنس (الإنجليزية)
- تيمو نيمينن على موقع الاتحاد الدولي لكرة المضرب (الإنجليزية)
- تيمو نيمينن على موقع كأس ديفيز (الإنجليزية)
- تيمو نيمينن على موقع خلاصة التنس.كوم (الإنجليزية)